# آتولویل، نیوبرانزویک
انتولویل، نیوبرانزویک (به انگلیسی: Atholville, New Brunswick) یک منطقهٔ مسکونی در کانادا است که در محله ادینگتون، نیو برانسویک واقع شده‌است. انتولویل ۱٬۲۳۷ نفر جمعیت دارد.